# Coupe de Calédonie 2010
Der Coupe de Calédonie 2010 war die 56. Austragung des neukaledonischen Fußball-Pokalwettbewerbs. Sieger des Pokalspiels war der AS Magenta, der mit seinem 8. Sieg die Rekordtabelle weiter anführt.

## Qualifikation
Da die Teilnehmerzahl des Wettbewerbs in der Endrunde 16 beträgt, mussten einige unterklassige Vereine des neukaledonischen Fußballverbandes eine Qualifikationsrunde ausspielen. Diese wurde in 3 Regionen eingeteilt: Nord, Süd und Inseln.
Das Teilnehmerfeld setzt sich somit zusammen aus:
- 8 Mannschaften (Super Ligue/Grande Terre)
- 4 Mannschaften (Grande Terre/Süd)
- 2 Mannschaften (Grande Terre/Nord)
- 2 Mannschaften (Îles Loyauté)

### Süd
3. Runde
|                       | Ergebnis        |                     |
| --------------------- | --------------- | ------------------- |
| Tiga Sport (PH)       | 4:2             | AS Thio Sport (PH)  |
| AS Frégate (D1)       | 1:4 n. V.       | USC Nouméa (PH)     |
| US Wé (D2)            | 0:0 (2:4 i. E.) | Ravel'sport (PH)    |
| OMS Païta (D1)        | 1:2             | CMO La Foa (D1)     |
| ASC Boulouparis (PH)  | 4:3             | AS Wetr (PH)        |
| FC Bélep (PH)         | 4:5 n. V.       | AS Auteuil (PH)     |
| JS Vallée du Tir (D1) | 1:3             | CA Saint-Louis (PH) |

4. Runde
|                  | Ergebnis  |                      |
| ---------------- | --------- | -------------------- |
| Tiga Sport (PH)  | 6:2       | CMO La Foa (D1)      |
| Ravel'sport (PH) | 3:2       | ASC Boulouparis (PH) |
| USC Nouméa (PH)  | 3:1 n. V. | AS Auteuil (PH)      |

Freilos: CA Saint-Louis
qualifiziert für die Endrunde:
- CA Saint-Louis
- Ravel'sport
- Tiga Sport
- USC Nouméa